# Дальний (Кинель-Черкасский район)
Дальний — упразднённый посёлок в Кинель-Черкасском районе Самарской области. На момент упразднения входил в состав Березняковского сельсовета. Упразднен в 2004 году.

## География
Посёлок находился в восточной части Самарской области, в пределах Высокого Заволжья, в лесостепной зоне, на правом берегу реки Городецкая (приток Малого Кинеля), на расстоянии примерно 46 километров (по прямой) к юго-востоку от села Кинель-Черкассы, административного центра района.
Климат
Климат характеризуется как умеренно континентальный, с холодной малоснежной зимой и жарким сухим летом. Среднегодовая температура воздуха — 4,1 °C. Средняя температура воздуха самого тёплого месяца (июля) — 20,7 °C (абсолютный максимум — 40 °C); самого холодного (января) — −13 °C (абсолютный минимум — −43 °C). Среднегодовое количество атмосферных осадков составляет 469 мм, из которых 297 мм выпадает в период с апреля по октябрь. Снежный покров держится в течение 147 дней.

## История
По данным на 1986 г. посёлок Дальний входил в состав Березняковского сельсовета Кинель-Черкасского района Куйбышевской области.

## Население
| 1986 | 2002 |
| ---- | ---- |
| 58   | ↘0   |

На 1 января 1986 г. в поселке в основном проживали русские.